# Jan II Dobry (książę opolski)
Jan II Dobry, Hanusz (ur. ok. 1460; zm. 27 marca 1532 w Raciborzu) – książę opolsko-niemodlińsko-strzelecki, w wyniku podziału w 1476 książę na Opolu i Strzelcach, w Brzegu w latach 1476–1481, od 1494 Gliwice, od 1495 Toszek, od 1497 Niemodlin, od 1498 Bytom, od 1509 Koźle, od 1521 Racibórz. Tytułował się jako książę Opola, Głogówka, Raciborza, Niemodlina, Strzelec, Prudnika, Białej, Krapkowic, Olesna, Lublińca, Gliwic, Toszka, Bytomia, Koźla, Rybnika i Żor.

## Rodzice
Jan II Dobry był synem księcia opolskiego Mikołaja I i Magdaleny, córki Ludwika II ks. legnicko-brzeskiego, był ostatnim przedstawicielem opolsko-raciborskiej linii Piastów.

## Życie i działalność polityczna
Rządy w księstwie opolskim objął po śmierci ojca i najstarszego brata Ludwika w 1476 r. Początkowo sprawował władzę wspólnie z młodszym bratem Mikołajem II. Wkrótce jednak, zapewne jeszcze w 1476 r., bracia podzielili się swoją władzą w ten sposób, że Jan objął rządy w Opolu, Strzelcach i zastawionym książętom opolskim Brzegu, zaś Mikołaj w Niemodlinie. Podział ten był jednak tylko formalnością, gdyż obaj bracia w dalszym ciągu współdecydowali o losach całego dziedzictwa Mikołaja I.
W ciągu swojego długiego, ponad siedemdziesięcioletniego życia Jan II doprowadził niewielkie księstwo opolskie do znacznego rozwoju gospodarczego. Nie bez znaczenia były również zakupy coraz to nowych terytoriów na Górnym Śląsku, przez co książę stał się władcą niezwykle potężnym.
Pierwsze lata rządów księcia opolskiego nie zapowiadały jednak tak dużego sukcesu. Wprawdzie już w 1477 r. razem z Mikołajem kupili od książąt oleśnickich ziemię prudnicką, lecz cztery lata później w 1481 r. na skutek nacisku książąt legnickich bracia musieli wyrazić zgodę na wykup zastawionego w 1450 r. ich ojcu Brzegu.
W 1497 r. zginął tragicznie – ścięty na rozkaz Kazimierza II cieszyńskiego, Henryka Ziębickiego i biskupa wrocławskiego Jana Rotha - brat Jana Mikołaj II Niemodliński. Śmierć Mikołaja bardzo dotknęła Jana, który na wieść o wydarzeniach w Nysie zaczął gromadzić wojska, by krwawo pomścić brata. Tylko na skutek zabiegów dyplomatycznych Władysława II Jagiellończyka i w związku z brakiem poparcia wojny u sąsiadów księcia opolskiego, udało się zażegnać wybuch walk zbrojnych.

## Powiększanie księstwa
Kolejne lata Jan II Dobry poświęcił rozwojowi terytorialnemu swojego państewka. Dobre, gospodarne rządy umożliwiły bowiem księciu opolskiemu wykup od zadłużonych najczęściej książąt śląskich części ich dziedzictwa. W ten sposób w ciągu zaledwie kilkudziesięciu lat Jan II stał się właścicielem niemal większości Górnego Śląska. Poza jego władzą pozostał wyłącznie Cieszyn rządzony przez miejscową linię Piastów, oraz przyłączony do Polski Oświęcim. Rozrost księstwa następował powoli, ale nieustannie, a zakupy przypadały w większości już po zgonie Mikołaja: w 1494 r. kupił ziemię gliwicką, rok później księstwo toszeckie, w 1497 r. po zgonie Mikołaja dołączył do księstwa Niemodlin, w 1498 r. odkupił od Jana Starszego z Żerotina Bytom oraz zamek Świerklaniec z przyległościami, wreszcie w 1509 ziemię kozielską.

## Zabiegi o Racibórz

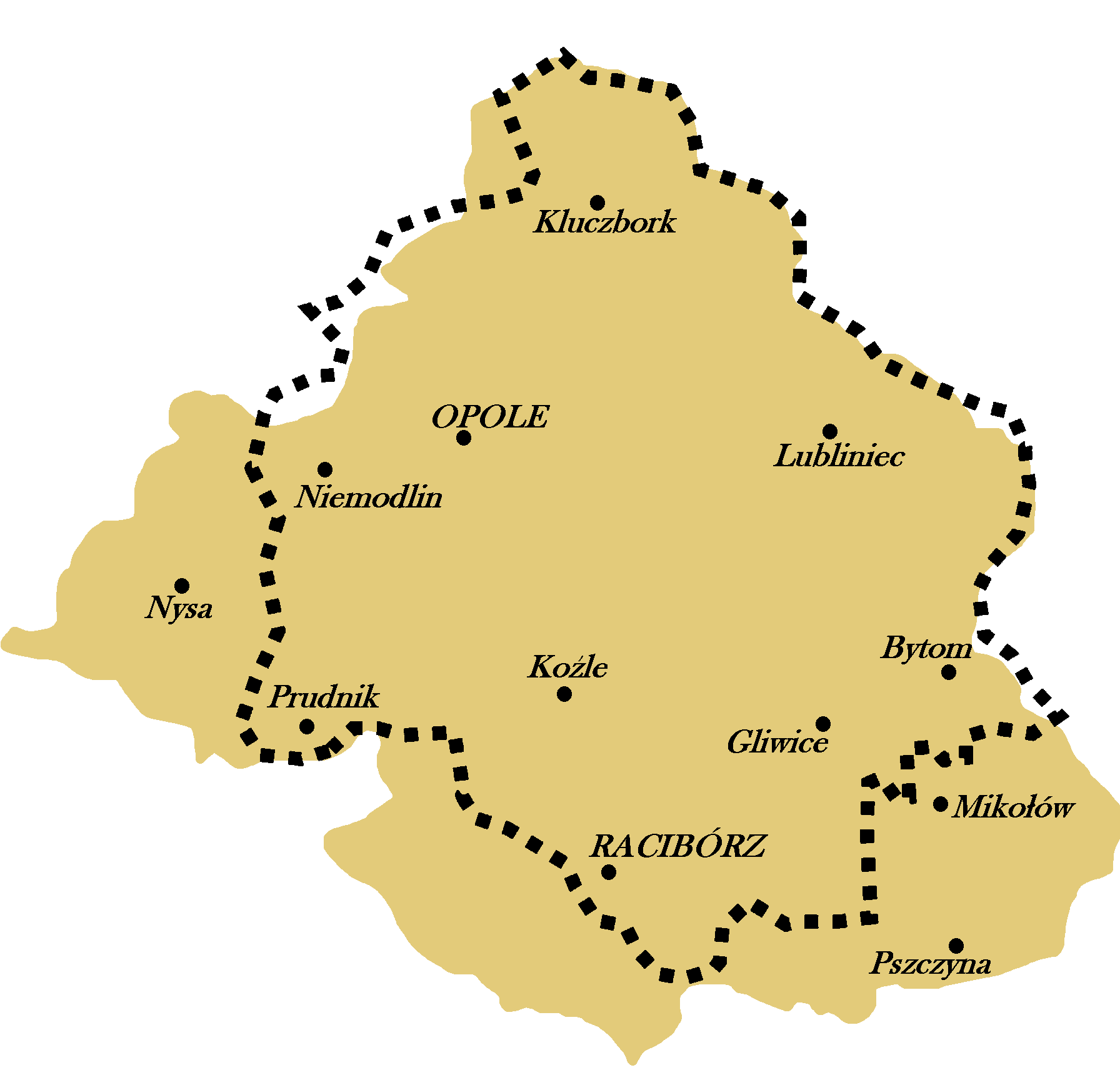
Księstwo opolsko-raciborskie pod koniec życia Jana II Dobrego na tle późniejszej niemieckiej prowincji Górny Śląsk

W ten sposób cała południowa granica oparła się o rządzone przez książąt z dynastii Przemyślidów księstwo raciborskie. Pierwsze umowy o ścisłej współpracy z rządzącym w Raciborzu księciem Janem V zostały zawarte jeszcze w 1478 r. Do ścisłej współpracy doszło jednak dopiero po śmierci Jana i jego synów Mikołaja VI oraz Jana VI w 1506 r., kiedy władzę osiągnął najmłodszy Walentyn. Najważniejszy układ został zawarty w 1511 r., kiedy bezdzietny Walentyn zgodził się zawrzeć z również bezdzietnym Janem układ o przeżycie. Układ potwierdzony przez króla czeskiego Władysława II Jagiellończyka wszedł w życie po śmierci Walentyna w 1521 r. Dzięki połączeniu księstwa raciborskiego z opolskim państwo Jana II objęło swoim zasięgiem obszar od Ścinawy Niemodlińskiej i Nysy Kłodzkiej na zachodzie, Sudety i Wisłę na południu, i granicę z Polską na wschodzie i północy. Stanowiło to terytorium wielkości 12 000 kilometrów kwadratowych.
Jan II od początku był orędownikiem polskości i kultury polskiej, utrzymywał stały kontakt z królami polskimi Janem Olbrachtem, Aleksandrem Jagiellończykiem i Zygmuntem Starym. Istnieją nawet przypuszczenia, że książę opolski znał wyłącznie język polski oraz urzędowy na Śląsku czeski.
Książę raczej nie lubił opuszczać terytorium księstwa. Znany jest tylko jeden przypadek, ale za to dość niezwykły, wyjazdu Jana z kraju. Było to w 1476 r., kiedy Jan udał się do króla Apulii Ferdynanda po małżonkę dla króla węgierskiego Macieja Korwina.
Pasją Jana było polowanie w górnośląskich lasach. Na ten cel wydawał zresztą ogromne sumy pieniędzy.

## Przywileje
Jan II dbając o gospodarczy rozwój swojego władztwa wydawał liczne przywileje, z których największy rozgłos zyskał zawierający 72 artykuły Ordunek Gorny z 16 listopada 1528 r. Wydany w Opolu dokument był przywilejem gwareckim mającym na celu rozwój górnictwa kruszcowego, które wydatnie zasilało skarb książęcy. W zamian za przywileje dla miast i gwarków, książę otrzymywał część zysków z kopalni. Wtedy również powstały m.in. Tarnowskie Góry, które dzięki temu przywilejowi stały się jednym z większych miast Górnego Śląska. Na rok przed swoją śmiercią w 1531 r. Jan II wydał też przywilej ziemski, w którym brał m.in. w obronę chłopów przed uciskiem ze strony szlachty (tzw. Przywilej Hanuszowy).

## Zabiegi o spadek
Jan II nigdy się nie ożenił i nie miał następców. Powodem według wiarygodnych źródeł była impotencja. W związku z tym dwór książęcy w Opolu na wiele lat przed śmiercią Jana stał się miejscem rywalizacji różnych władców mających nadzieję na intratny spadek. Każda choroba Jana z miejsca powodowała ożywioną korespondencję między zainteresowanymi i ich nerwowe ruchy. Kandydatami do objęcia schedy po bezdzietnym księciu byli królowie czescy (po 1526 r. byli to Habsburgowie), burgrabia Pragi Zdenko Lew, Kazimierz II cieszyński i Fryderyk II legnicki. Początkowo najmniejsze szanse dawano jeszcze jednemu kandydatowi – księciu Jerzemu Hohenzollernowi. Potrafił on jednak uzyskać poparcie Ludwika II Jagiellończyka, a zwłaszcza wejść w łaski starzejącego się Jana. Sprawa następstwa pogmatwała się wprawdzie po 1526 r. w związku ze śmiercią Ludwika i objęciem tronu czeskiego przez Ferdynanda I Habsburga. Dopiero układ praski z 17 czerwca 1531 i 183 333 guldenów przekonały króla czeskiego na postawienie na Jerzego Hohenzollerna. Habsburgom chodziło przede wszystkim, by cały olbrzymi majątek ruchomy Jana dostał się w ich ręce, co też istotnie Ferdynand zagwarantował sobie w układzie praskim.
Ostatni opolski Piast Jan II Dobry umarł bezpotomnie 27 marca 1532 w Raciborzu, a został pochowany w kościele św. Krzyża w Opolu.

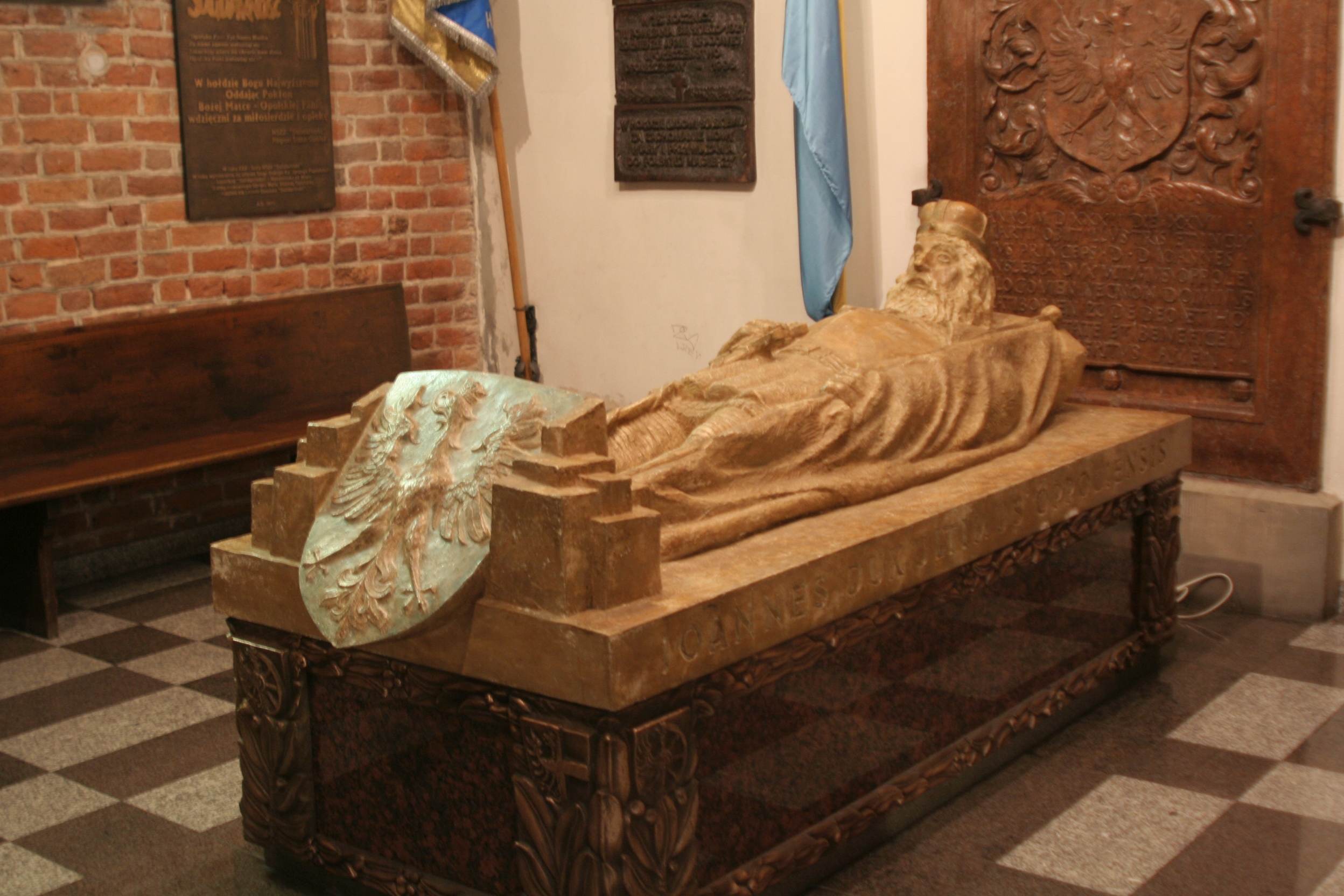
Sarkofag księcia opolskiego Jana II Dobrego w Katedrze św. Krzyża w Opolu

Po jego śmierci księstwo opolsko-raciborskie dostało się w całości w ręce Jerzego Hohenzollerna. Majątek ruchomy zgodnie ze wcześniejszymi układami został natomiast wywieziony do Wiednia.